# Брезје (Свети Јурај на Брегу)
Брезје је насељено место у саставу општине Свети Јурај на Брегу у Међимурској жупанији, Хрватска. До територијалне реорганизације у Хрватској налазило се у саставу старе општине Чаковец.

## Становништво
На попису становништва 2011. године, Брезје је имало 752 становника.

## Попис1991.
На попису становништва 1991. године, насељено место Брезје је имало 680 становника, следећег националног састава:
| Попис 1991.‍  | Попис 1991.‍  | Попис 1991.‍ | Попис 1991.‍ | Попис 1991.‍ |
| ------------ | ------------ | ----------- | ----------- | ----------- |
|              |              |             |             |             |
| Хрвати       | Хрвати       |             | 649         | 95,44%      |
| Словенци     | Словенци     |             | 4           | 0,58%       |
| Југословени  | Југословени  |             | 1           | 0,14%       |
| Срби         | Срби         |             | 1           | 0,14%       |
| неопредељени | неопредељени |             | 7           | 1,02%       |
| регион. опр. | регион. опр. |             | 12          | 1,76%       |
| непознато    | непознато    |             | 6           | 0,88%       |
| укупно: 680  |              |             |             |             |